# Parathesis psychotrioides
Parathesis psychotrioides är en viveväxtart som beskrevs av Cyrus Longworth Lundell. Parathesis psychotrioides ingår i släktet Parathesis och familjen viveväxter. Inga underarter finns listade i Catalogue of Life.